# كريستينا نياغو
كريستينا نياغو (بالرومانية: Cristina Neagu) مواليد 26 أغسطس 1988 في بوخارست، هي لاعبة كرة يد رومانية تلعب كظهير أيسر. مثلت منتخب رومانيا لكرة اليد للسيدات. شاركت في دورة الألعاب الأولمبية الصيفية سنة 2008. حققت المركز الثالث في بطولة العالم لكرة اليد للسيدات 2015.

## سجل المنافسة
شاركت في البطولات التالية:
- الألعاب الأولمبية الصيفية 2016
- بطولة العالم لكرة اليد للسيدات 2007
- بطولة العالم لكرة اليد للسيدات 2013
- بطولة العالم لكرة اليد للسيدات 2015
- بطولة أوروبا لكرة اليد للسيدات 2008
- بطولة أوروبا لكرة اليد للسيدات 2010
- بطولة أوروبا لكرة اليد للسيدات 2012
- بطولة أوروبا لكرة اليد للسيدات 2014
- بطولة أوروبا لكرة اليد للسيدات 2016

## معرض صور

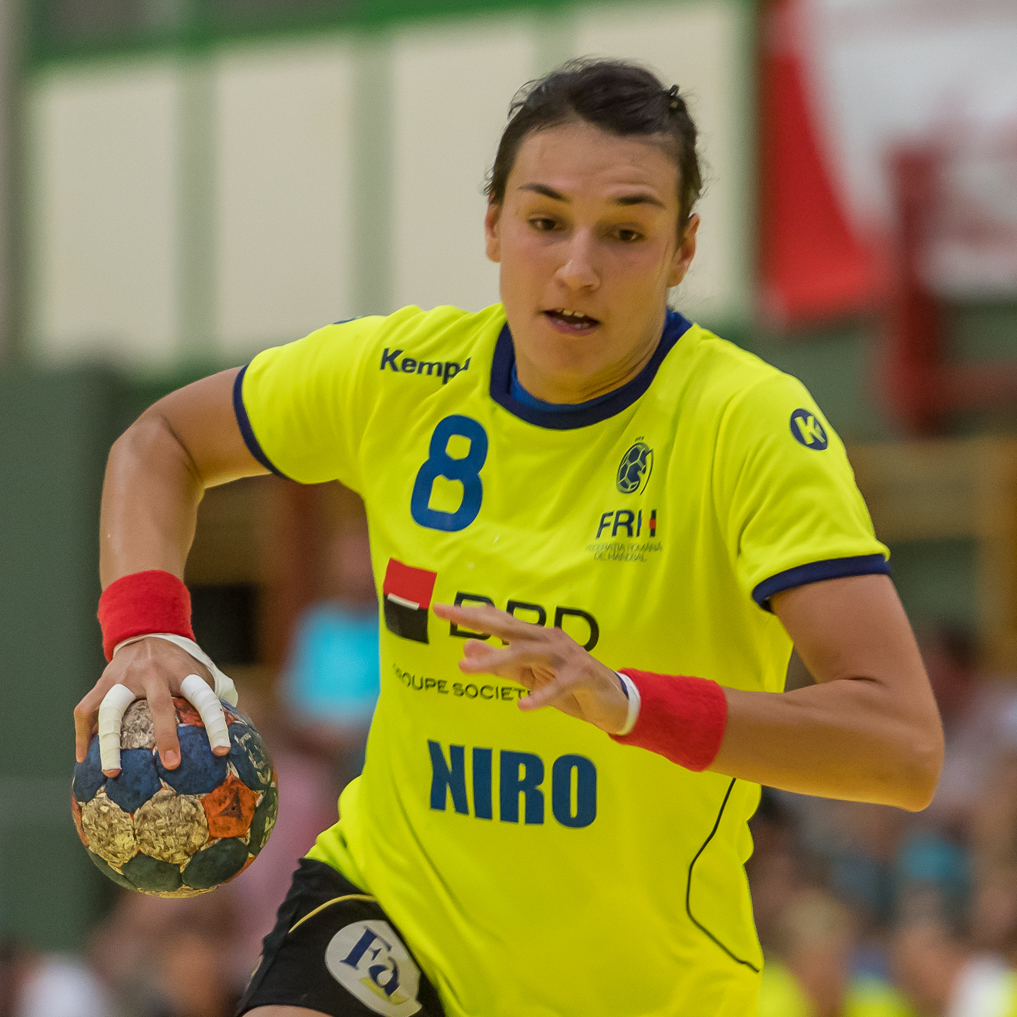
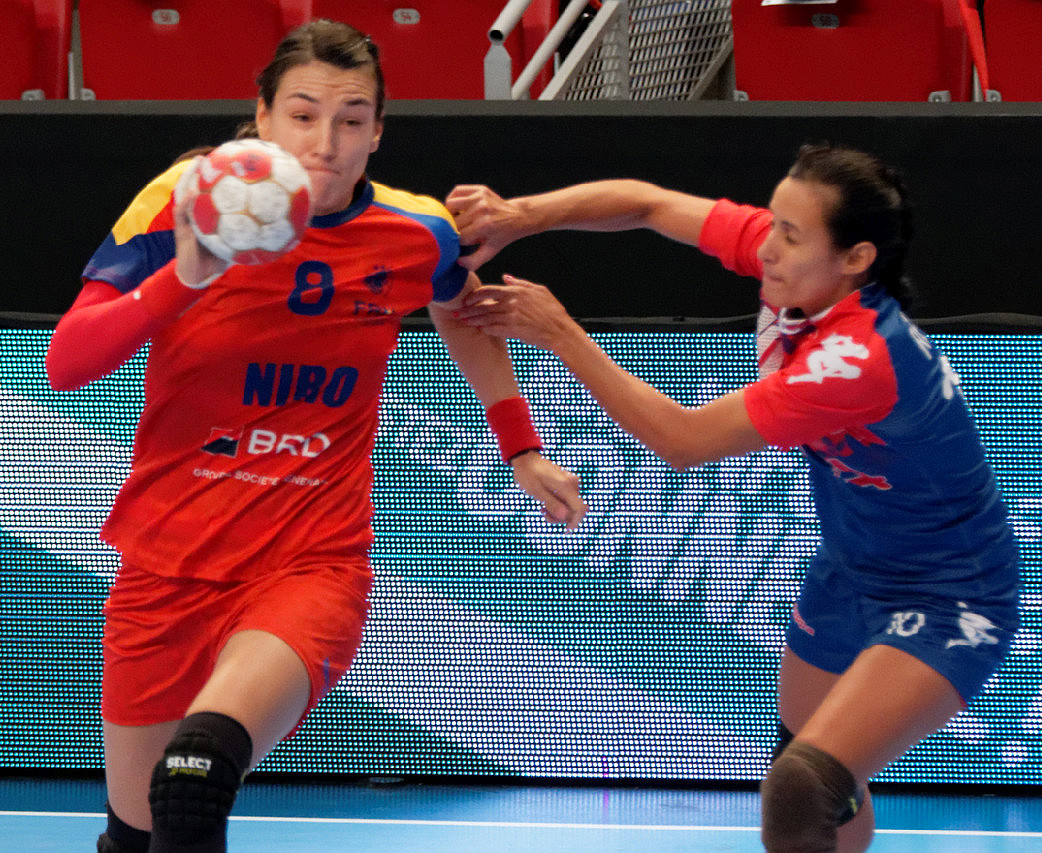
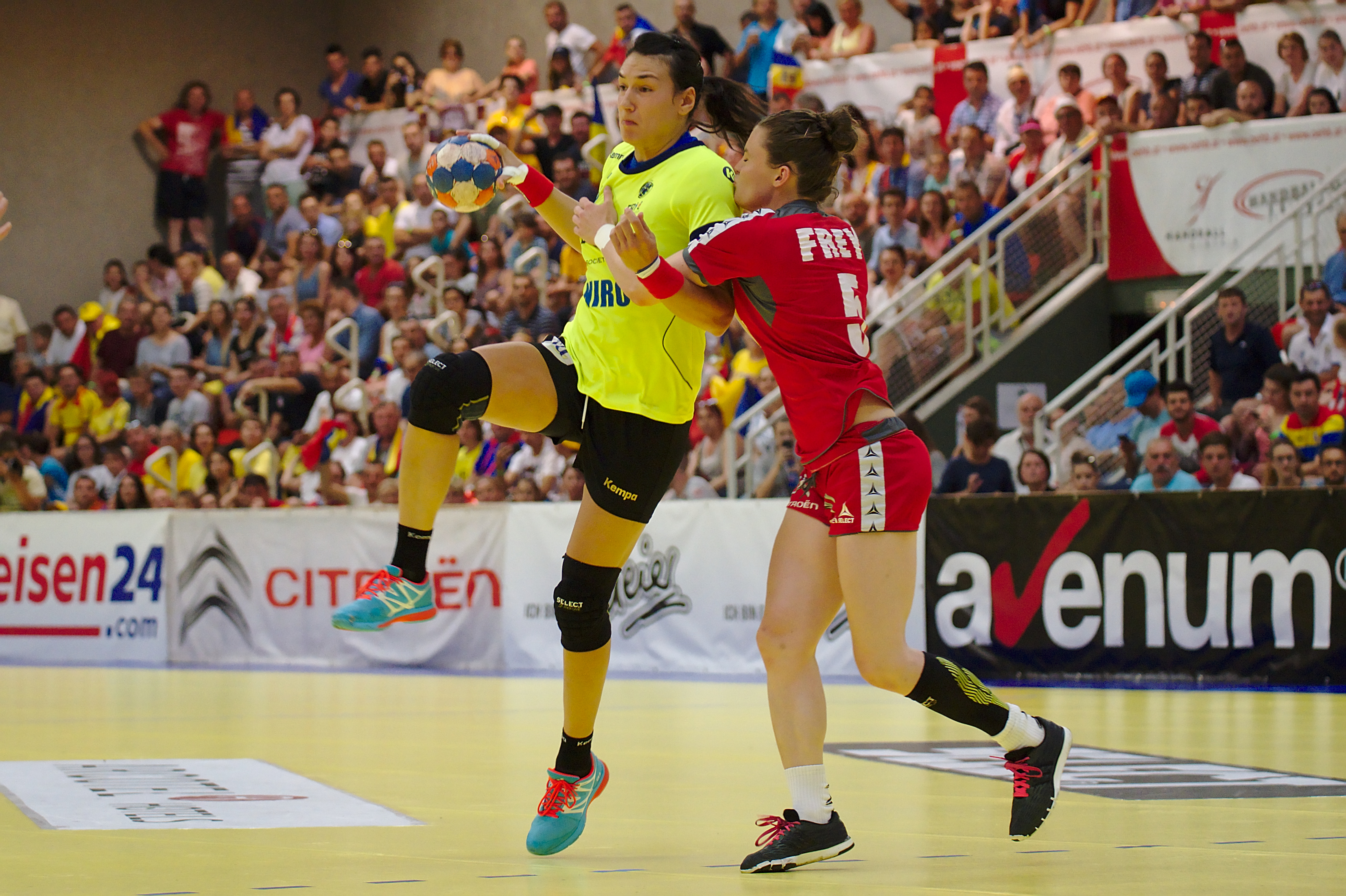
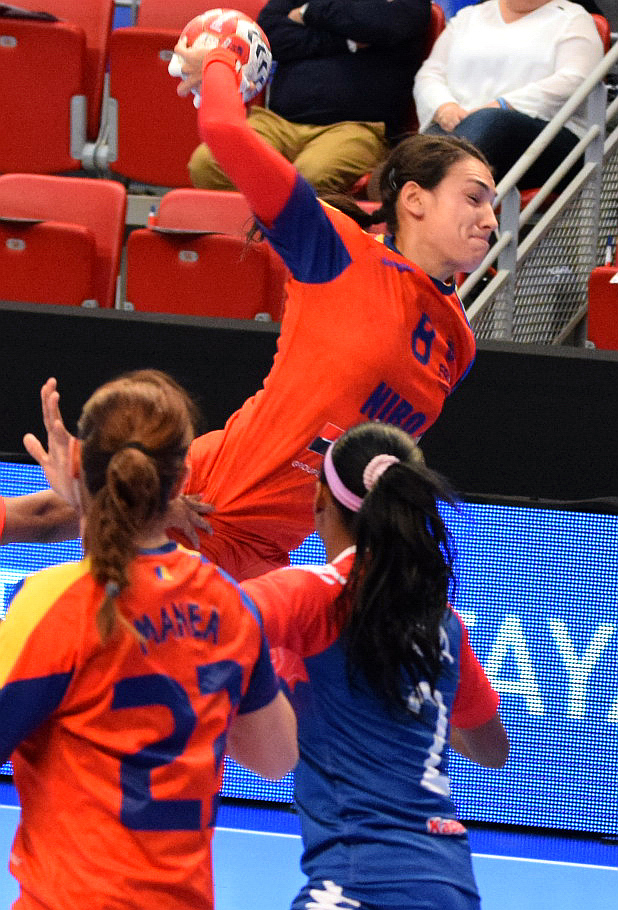

## الميداليات
| الميدالية | المسابقة                            |
| --------- | ----------------------------------- |
| برونزية   | بطولة العالم لكرة اليد للسيدات 2015 |
| برونزية   | بطولة أوروبا لكرة اليد للسيدات 2010 |

## روابط خارجية
- كريستينا نياغو على موقع الاتحاد الدولي لكرة اليد (الإنجليزية)
- كريستينا نياغو على موقع الاتحاد الأوروبي لكرة اليد (الإنجليزية)
- كريستينا نياغو على موقع أوليمبيديا (الإنجليزية)
- كريستينا نياغو على موقع اللجنة الأولمبية الرومانية (الرومانية)
- كريستينا نياغو على موقع GSA (الإنجليزية)